# Pueblo filipino
El pueblo filipino (en filipino: Mga Pilipino) es un pueblo insular asiático constituido por las personas oriundas del archipiélago filipino. Utilizan la lengua colonial, el inglés, como lengua franca y también hablan varias lenguas vernáculas, de las cuales la más hablada es el filipino. Los filipinos provienen de distintos grupos etnolingüistas austronesios. Actualmente hay más de 185 grupos etnolingüistas, cada uno con su propio idioma, identidad, cultura e historia. En las islas hay hasta 185 lenguas individuales, de las cuales 183 se siguen usando y 2 son lenguas muertas. De las que se siguen usando, 175 son indígenas y 8 no lo son. De ellas 39 son institucionales, 67 están en desarrollo, 38 son enérgicas, 28 en peligro y 11 prácticamente muertas.
El pueblo filipino profesa en su mayor parte la religión cristiana en su vertiente católica. De hecho, Filipinas es el país con más católicos del continente asiático.

## Nombres
El vocablo «Filipino» deriva del nombre con el que se denominaron a las islas filipinas. Este archipiélago recibió este nombre en 1543 por el explorador y sacerdote español de la Orden de Predicadores Ruy López de Villalobos, en honor al Rey Felipe II.
Durante el periodo imperial español el término «filipino» se usó para denominar al indio oriundo del archipiélago filipino, especialmente cuando se quería hacer distinción entre los indios de Filipinas y los indios de los virreinatos españoles del Nuevo Mundo.

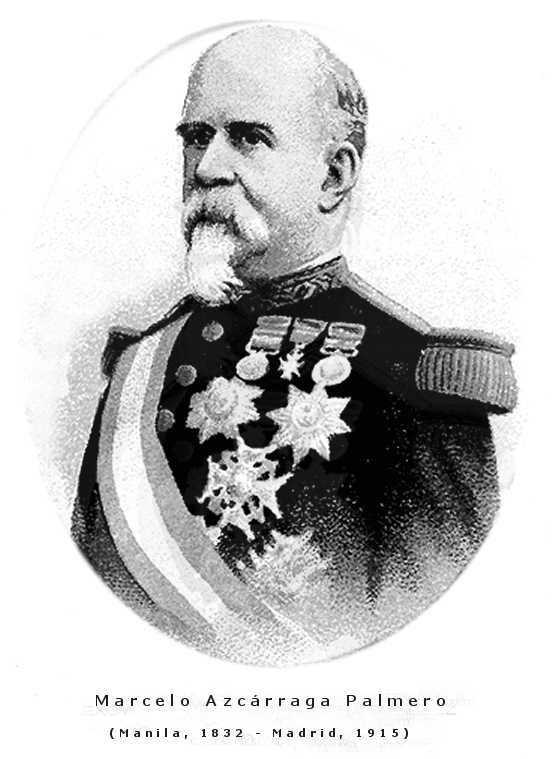
Marcelo Azcárraga Palmero, el único primer ministro español con descenso insular (filipino).

| Término                  | Definición |
| ------------------------ | --- |
| Negrito                  | indígena con ascendencia de negrito |
| Indio                    | indígena con ascendencia austronesia |
| Moros                    | indígena que profesa la fe islámica y vive en el archipiélago de las Filipinas |
| Sangley/Chino            | persona con ascendencia puramente china |
| Mestizo de Sangley/Chino | persona de ascendencia china y austronesia |
| Mestizo español          | persona de ascendencia española y austronesia |
| Tornatrás                | persona de ascendencia española, austronesia y china |
| Insulares/Filipino       | persona de ascendencia puramente española, nacida en Filipinas |
| Americanos               | descendiente de criollo (aunque sea español puro), castizo (1/4 nativo americano, 3/4 español) o mestizo (1/2 español, 1/2 nativo americano) nacido en la América Española (de las Américas). |
| Peninsulares             | persona de ascendencia puramente española, nacida en la península ibérica |

## Estudio de antropología generalizada
Un artículo de investigación, que afirma ser una ayuda útil para la antropología biológica, publicado en el Journal of Forensic Anthropology, que recopila datos craneales antropológicos contemporáneos, mostró que el porcentaje de cuerpos filipinos que fueron muestreados de la universidad de Filipinas, que fueron seleccionados para ser representativos de los filipinos, es decir, fenotípicamente clasificados como asiáticos (Este, Sur y sudeste asiático) es 72,7 %, hispano (español-amerindio mestizo, latinoamericano, o español-malayo mestizo) está en 12,7 %, indígena americano (Nativo americano) en 7,3 %, africano en 4,5 % y europeo en 2,7 %.

## Idiomas
El criollo chabacano es el único idioma criollo con base española de Asia. Su vocabulario es 90 % español y el 10 % restante son palabras portuguesas, náhuatl (indio mexicano), hiligueinas y algunas inglesas. El Instituto Cervantes considera y reconoce el chabacano como una lengua española.